# Bebryce harpy
Bebryce harpy is een zachte koraalsoort uit de familie Plexauridae. De koraalsoort komt uit het geslacht Bebryce. Bebryce harpy werd in 1999 voor het eerst wetenschappelijk beschreven door Grasshoff. 